# Ornithopus uncinatus
Ornithopus uncinatus är en ärtväxtart som beskrevs av René Charles Maire och Gunnar Samuelsson. Ornithopus uncinatus ingår i släktet serradellor, och familjen ärtväxter. IUCN kategoriserar arten globalt som otillräckligt studerad. Inga underarter finns listade i Catalogue of Life.